# Йоган Гальтунг
Йоган Гальтунг (норв. Johan Galtung; 24 жовтня 1930, Осло — 17 лютого 2024) — норвезький соціолог, математик, засновник дисципліни «дослідження миру та конфліктів». Його ще  називають «батьком досліджень миру».
Один із основних засновників Інституту дослідження миру Осло (анг. The Peace Research Institute Oslo) у 1959 році, який Йоган Гальтунг очолював до 1970 року. Також створив журнал дослідження миру (анг. The Journal of Peace Reaserch) в 1964 році. У 1969 році став очільником першої в світі кафедри Дослідження миру та конфліктів в університеті Осло, звідки пішов у відставку у 1977 році. Після цього продовжував викладати у низці інших університетів. Серед яких Гавайський університет, де був професором протягом 1993—2000 рр.  У 1993 році разом зі своює дружиною Фуміко Нішімура заснував ТРАНСЕНД, організацію, що займається питаннями трансформації конфліктів мирними засобами.
Серед основних концепцій та ідей, які він створив: різниця між негативним та позитивним миром, структурне насильство, теорії щодо конфліктів та їхнього вирішення, концепт миротворчості, структурна теорія імперіалізму та теорія, що розглядає Сполучені Штати Америки як республіку і як імперію одночасно.
У 1987 році нагороджений премією «За правильний спосіб життя» («Альтернативна Нобелівська премія») за «систематичне і міждисциплінарне вивчення умов, які можуть призвести до миру».

## Походження
Йоган Гальтунг народився в Осло. Його батько та дідусь були лікарями, а матір медсестрою. Постійне перебування у медицинському колі серед різноманітних термінів вплинуло на його дослідження. Так він запозичив з медичної науки модель «діагноз-прогноз-терапія» для своєї моделі досліджень миру та вирішення конфліктів.
Йоган Гальтунг одружений двічі. Першою його дружиною була Інгрід Ейде, з якою вони мають двох дітей Гаральда та Андреаса Гальтунга. Теперішня дружина — це Фуміко Нішімура, від якої він теж має двох дітей Ірен та Фредеріка Гальтунга.
У 1956 р. здобув ступінь кандидата математичних наук, а в 1957 р. — соціології. У 1975 році отримав перший з тринадцяти почесних докторатів Університету Осло.

## Кар'єра
Після закінчення навчання в Університеті Осло, Йоган Гальтунг переїхав у Нью-Йорк, де він працював у Колумбійському університеті асистентом кафедри соціології. На той час, йому було тільки 27 років. Його менторами були Пауль Лазарсфельд та Роберт Кінг Мертон. Після викладання він повернувся до Осло, де заснував Інститут дослідження миру Осло, який з департаменту, що підпорядковувася Норвезькому інституту соціальних досліджень перетворився у самостійний дослідницький інститут.
У 1964 році висунув пропозицію про створення при Інституті досліджень миру Осло першого академічного журналу, що був би присвячений дослідженню миру, яким і став Журнал досліджень миру. Того ж таки року, Йоган Гальтунг посприяв заснуванню Міжнародної асоціації досліджень миру. У 1969 році він покидає позицію директора Інституту досліджень миру Осло, щоб почати викладати в університеті Осло, де він перебував до 1978 року.
Після цього він допоміг заснувати міжуніверситетський центр у Дубровику, де протягом чотирьох років був генеральним директором. Крім викладання в університеті Осло, Йоган Гальтунг також був професором ряду інших університетів, які розташовувались в Берліні, Франкфурті, Цюріху, Берні, а також працював у Принстонському університеті США, університеті Віттена/Гердеке, Європейському університеті миру та університеті Тромсе.
Йоган Гальтунг також зіграв роль в заснуванні першої Всесвітньої академії миру, академічної інституції, що розташована в Швейцарії.
Крім того він був консультантом цілої низки агенств ООН: ЮНЕСКО, ЮНКТАД, ВООЗ, МОП, ФАО, ПРООН, ЮНЕП, ЮНІДО.

## Основні ідеї
Концепти, сформовані Йоганом Гальтунгом:
- структурне насильство
- негативний та позитивний мир
- трикутна взаємопов'язана теорія насильства: структурно-культурно-поведінкова
- ТРАНСЕНД метод складається з трьох кроків:

1) діалог з усіма конфліктуючими сторонами окремо. При цьому важливо зрозуміти їхні цілі та страхи та заробити довіру
2) розрізнення між легітимними цілями, що підтверджують людські потреби, та нелегітимними, що порушують потреби. Все, що ми вимагаємо від інших ми повинні бути готові надати їх іншим.
3) усунути розри мід законними, але суперечливими цілями за допомогою рішень, що втілюють творчість, емпатію та ненасилля.

## Структурне насильство
Структурне насильство — концепт введений Йоганом Гальтунгом. Вперше автор згадує та описує його у статті «Насильство, мир та дослідження миру», де протиставляє його персональному виду насильства.
Важлива характеристика структурного насильства — неможливість або складність прив'язати акт насильства до однієї конкретної особи. Місце особи займає певна структура, яка стає вбудованою у насильство.
Йоган Гальтунг вважає можливим зверенення до структурного насильства як до соціальної несправедливості. Такий погляд на структурне насильство стає зрозумілим, коли взяти до уваги те, що своєрідною формулою такого типу насильства є нерівність. Влада чи система, яка застосовує структурне насильство намагається закріпити різними засобами нерівність у суспільстві, зберегти все на чітко визначених місцях, підпорядкувати все певній ієрархії. Для структурного насильства характерний нерівномірний розподіл влади, яка вирішує як повинні розподілятись ресурси.
Крім відсутності актора, що вчиняє насильство, структурне насильство також відбувається на більш прихованому рівні ніж персональне.